# 송병근
송병근(1998년 8월 17일 ~)은 대한민국의 배우이다.

## 드라마
- 2021년 tvN  《경이로운 소문 2: 카운터 펀치》 - 김성식 역
- 2021년 Netflix 《더 글로리》 - 어린 전재준 역
- 2023년 Netflix 《더 글로리》 - 어린 전재준 역
- 2023년 웹드라마 《밤이 되었습니다》 - 임은찬 역
- 2025년 웹드라마 《그놈이 돌아왔다》

## 학력
- 한국예술종합학교 연극원 연기과 (재학)